# Нильсен, Леиф (футболист, 1942)
Леиф Бернхард Нильсен (дат. Leif Bernhard Nielsen; род. 28 мая 1942, Копенгаген) — датский футболист, вратарь. Выступал за сборную Дании.
Футболист года в Дании 1966.

## Биография

### Клубная карьера
Начинал профессиональную карьеру в клубе первого дивизиона Дании «Фрем». В 1963 году вместе с командой добился выхода в высшую лигу, выиграв первый дивизион. В том же году Нильсен был приглашён в сборную Копенгагена для участия в Кубке ярмарок 1963/64. На турнире он сыграл в выездном матче с лондонским «Арсеналом», в котором Копенгаген одержал победу со счётом 3:2, но по сумме двух встреч сильнее оказался «Арсенал» — 4:9. В составе «Фрема» в высшей лиге Нильсен провёл четыре сезона, в 1966 и 1967 годах занимал с командой второе место в лиге и также участвовал в Кубке ярмарок. Интересно, что в этот период за «Фрем» выступал его полный тёзка, нападающий Леиф Нильсен (1943 г. р.), который стал лучшим бомбардиром чемпионата Дании в 1967 году.
В 1968 году вратарь стал игроком американского клуба «Хьюстон Старз», за который сыграл 30 матчей в Североамериканской футбольной лиге. Через год Нильсен вернулся в Европу, где отыграл три сезона за шотландский клуб «Гринок Мортон». В 1971 году перешёл в «Селтик», но ни одного матча за новый клуб не провёл и завершил игровую карьеру в 1972.

### Карьера в сборной
В 1964 году Нильсен был включён в заявку сборной Дании на финальную часть чемпионата Европы. Дебютировал за сборную на этом же турнире в полуфинальной встрече со сборной СССР (0:3). Также сыграл в матче за третье место со сборной Венгрии (1:3) и по итогам турнира занял с командой четвёртое место.
После окончания чемпионата, Нильсен на несколько лет остался основным вратарём сборной Дании и в её составе принимал участие в отборочных турнирах к чемпионату мира 1966 и чемпионату Европы 1968. Всего в период с 1964 по 1967 год сыграл за сборную 28 матчей и пропустил 53 мяча.

## Статистика

### Матчи Нильсена за сборную Дании
| Матчи Нильсена за сборную Дании | Матчи Нильсена за сборную Дании | Матчи Нильсена за сборную Дании | Матчи Нильсена за сборную Дании | Матчи Нильсена за сборную Дании | Матчи Нильсена за сборную Дании     |
| ------------------------------- | ------------------------------- | ------------------------------- | ------------------------------- | ------------------------------- | ----------------------------------- |
| №                               | Дата                            | Соперник                        | Счёт                            | Пропущено голов                 | Соревнование                        |
| 1                               | 17 июня 1964                    | СССР                            | 0:3                             | 3                               | Чемпионат Европы 1964               |
| 2                               | 20 июня 1964                    | Венгрия                         | 1:3                             | 3                               | Чемпионат Европы 1964               |
| 3                               | 28 июня 1964                    | Швеция                          | 1:4                             | 4                               | Чемпионат Северной Европы 1964—1967 |
| 4                               | 6 сентября 1964                 | Финляндия                       | 1:2                             | 1                               | Чемпионат Северной Европы 1964—1967 |
| 5                               | 11 октября 1964                 | Норвегия                        | 2:0                             | —                               | Чемпионат Северной Европы 1964—1967 |
| 6                               | 21 октября 1964                 | Уэльс                           | 1:0                             | —                               | Чемпионат мира 1966 (отбор)         |
| 7                               | 29 ноября 1964                  | Греция                          | 2:4                             | 4                               | Чемпионат мира 1966 (отбор)         |
| 8                               | 1 декабря 1964                  | Израиль                         | 1:0                             | —                               | Товарищеский матч                   |
| 9                               | 5 декабря 1964                  | Италия                          | 1:3                             | 3                               | Товарищеский матч                   |
| 10                              | 9 июня 1965                     | Финляндия                       | 3:1                             | 1                               | Чемпионат Северной Европы 1964—1967 |
| 11                              | 20 июня 1965                    | Швеция                          | 2:1                             | 1                               | Чемпионат Северной Европы 1964—1967 |
| 12                              | 27 июня 1965                    | СССР                            | 0:6                             | 6                               | Чемпионат мира 1966 (отбор)         |
| 13                              | 30 мая 1966                     | Турция                          | 0:0                             | —                               | Товарищеский матч                   |
| 14                              | 21 июня 1966                    | Португалия                      | 1:3                             | 3                               | Товарищеский матч                   |
| 15                              | 26 июня 1966                    | Норвегия                        | 0:1                             | 1                               | Чемпионат Северной Европы 1964—1967 |
| 16                              | 3 июля 1966                     | Англия                          | 0:2                             | 2                               | Товарищеский матч                   |
| 17                              | 18 сентября 1966                | Финляндия                       | 1:2                             | 2                               | Чемпионат Северной Европы 1964—1967 |
| 18                              | 21 сентября 1966                | Венгрия                         | 0:6                             | 6                               | Чемпионат Европы 1968 (отбор)       |
| 19                              | 26 октября 1966                 | Израиль                         | 3:1                             | 1                               | Товарищеский матч                   |
| 20                              | 6 ноября 1966                   | Швеция                          | 1:2                             | 2                               | Чемпионат Северной Европы 1964—1967 |
| 21                              | 30 ноября 1966                  | Нидерланды                      | 0:2                             | 2                               | Чемпионат Европы 1968 (отбор)       |
| 22                              | 24 мая 1967                     | Венгрия                         | 0:2                             | 2                               | Чемпионат Европы 1968 (отбор)       |
| 23                              | 4 июня 1967                     | ГДР                             | 1:1                             | 1                               | Чемпионат Европы 1968 (отбор)       |
| 24                              | 25 июня 1967                    | Швеция                          | 1:1                             | —                               | Чемпионат Северной Европы 1964—1967 |
| 25                              | 24 сентября 1967                | Норвегия                        | 5:0                             | —                               | Чемпионат Северной Европы 1964—1967 |
| 26                              | 4 октября 1967                  | Нидерланды                      | 3:2                             | 2                               | Чемпионат Европы 1968 (отбор)       |
| 27                              | 11 октября 1967                 | ГДР                             | 2:3                             | 3                               | Чемпионат Европы 1968 (отбор)       |
| 28                              | 22 октября 1967                 | Финляндия                       | 3:0                             | —                               | Чемпионат Северной Европы 1964—1967 |

Итого: 28 матчей / пропущено 53 гола; 9 побед, 3 ничьи, 16 поражений.